# Homalopetalum
Homalopetalum – rodzaj roślin z rodziny storczykowatych (Orchidaceae). Obejmuje 9 gatunków występujących w Ameryce Południowej i Środkowej w takich krajach i regionach jak: Brazylia, Kostaryka, Kuba, Dominikana, Ekwador, Salwador, Gwatemala, Honduras, Jamajka, Meksyk, Nikaragua, Panama, Wenezuela.

## Systematyka
Rodzaj sklasyfikowany do podplemienia Laeliinae w plemieniu Epidendreae, podrodzina epidendronowe (Epidendroideae), rodzina storczykowate (Orchidaceae), rząd szparagowce (Asparagales) w obrębie roślin jednoliściennych.
Wykaz gatunków
- Homalopetalum alticola (Garay & Dunst.) Soto Arenas
- Homalopetalum hypoleptum (Lindl.) Soto Arenas
- Homalopetalum joinvillense Mancinelli & E.C.Smidt
- Homalopetalum kienastii (Rchb.f.) Withner
- Homalopetalum leochilus (Rchb.f.) Soto Arenas
- Homalopetalum pachyphyllum (L.O.Williams) Dressler
- Homalopetalum pumilio (Rchb.f.) Schltr.
- Homalopetalum pumilum (Ames) Dressler
- Homalopetalum vomeriforme (Sw.) Fawc. & Rendle